# Tratado de Basilea (5 de abril de 1795)

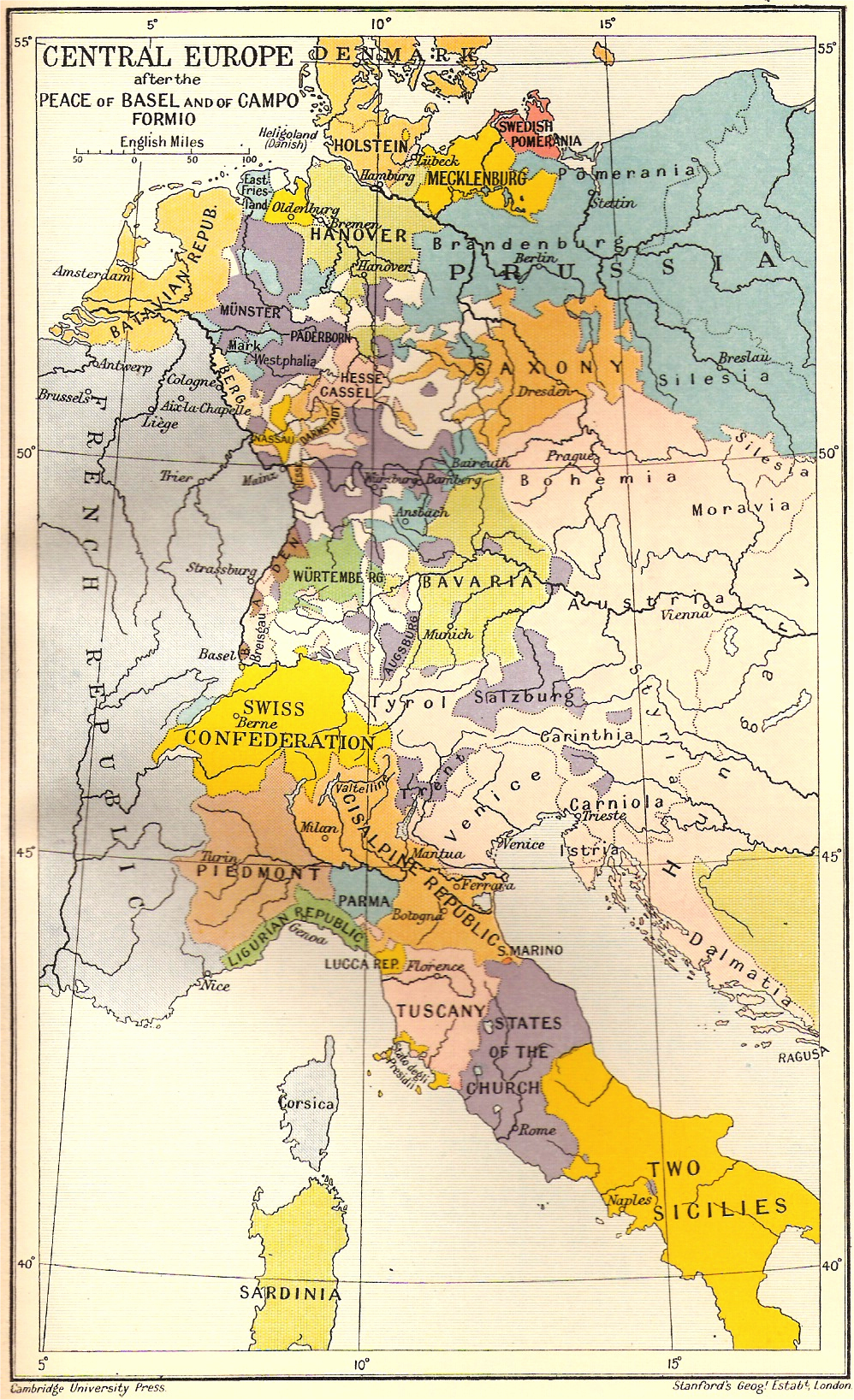
Europa Central tras el Tratado de Basilea y del Campo Formio (1797)

El Tratado de Basilea entre la Primera República Francesa y el Reino de Prusia el 5 de abril de 1795, por el cual esta última se retiraba de la coalición antirrevolucionaria creada por Leopoldo II de Austria y cedía sus territorios renanos situados al oeste del Rin, es decir, el Ducado de Güeldres y parte del Ducado de Cléveris.
Francia estuvo representada por François Barthélemy, y Prusia por Karl August von Hardenberg.
Tras la retirada de Prusia de la Primera Coalición España firmó la paz por separado con Francia en el Segundo Tratado de Basilea, el 22 de julio. En este tratado, España cedió los dos tercios orientales de la isla de La Española, hoy el país de República Dominicana, a Francia a cambio de mantener Guipúzcoa. 
El Landgraviato de Hesse-Kassel firmaría la paz con la República Francesa el 28 de agosto.
- Datos: Q667080
- Multimedia: Peace of Basel / Q667080